# Ullevål stadion Station
Ullevål stadion Station (Ullevål stadion stasjon) er en metrostation på Sognsvannsbanen på T-banen i Oslo. Som navnet siger, er stationen den nærmeste i forhold til Ullevaal Stadion, hjemmebanen for Norges fodboldlandshold. Desuden ligger kvartererne Sogn og Ullevål Hageby mod syd.
Stationen ligger derudover der hvor T-baneringen forgrener sig fra Sognsvannsbanen. 